# Vonones Saporsnum
Vonones Saporsnum (em persa médio: Wohnām ī Šābuhr-Šnōm; em parta: Wohnām Šābuhr-Šnōm; em grego clássico: Γοανναμ Σαπωρσνουμ; romaniz.: Goannam Saporsnoum) foi um dignitário iraniano do século III, ativo no reinado do xainxá Sapor I (r. 240–270).

## Nome
Vonones é a latinização do parta Va(u)nã (Wah(u)nām) ou Vo(u)nã (Woh(u)nām), que significa "aquele com a melhor reputação" (de beh / veh, "melhor", e nām, "reputação"). É possível que esse nome tenha se originado no iraniano antigo *vahu-nāman-. Foi registrado em siríaco como Benã (Behnām), em armênio como Vonom (Վոնոն, Vonon) e em grego como Onones (ΟΝΩΝΗΣ, Onōnēs) em moedas, Vonones (Βονώνης, Bonṓnēs), Uonones (Ουονώνης, Ouonónēs) em textos clássicos, Goanã (Γοανναμ, Goannam) em fontes epigráficas.

## Vida
As origens de Vonones são incertas. Sua existência é indicada pela inscrição Feitos do Divino Sapor, que registra os 67 dignitários da corte do xainxá Sapor I (r. 240–270) por ordem de precedência. Segundo ela, ocupava a vigésima quarta posição dentre eles, o que indica sua alta posição. Não se sabe os motivos pelos quais foi tão prestigioso em seu tempo em decorrência da falta de outras fontes que o citem. Na inscrição, Vonones é referido pelo epíteto de "Saporsnum", um título honorário possivelmente concedido pelo próprio Sapor, haja vista, no contexto sassânida, ser comum a criação de títulos que se remetem ao xainxá reinante. Seu significa seria, grosso modo, "Satisfação de Sapor". Vonones é um dos únicos sete dignitários da corte a portarem epítetos honoríficos, com base na inscrição.